# Fenómenos críticos
En física, los fenómenos críticos son el nombre colectivo asociado con la física de los puntos críticos. La mayoría de ellos se derivan de la divergencia de la longitud de correlación, pero también la dinámica se ralentiza. Los fenómenos críticos incluyen escalar relaciones entre diferentes cantidades, divergencias de ley de poder de algunas cantidades (como la susceptibilidad magnética en la transición de fase ferromagnética) descritas por exponentes críticos, universalidad, comportamiento fractal y ruptura de ergodicidad. Los fenómenos críticos tienen lugar en transiciones de fase de segundo orden, aunque no exclusivamente.
El comportamiento crítico suele ser diferente de la aproximación de campo medio que es válida fuera de la transición de fase, ya que la última ignora las correlaciones, que se vuelven cada vez más importantes a medida que el sistema se acerca al punto crítico donde la longitud de la correlación diverge. Muchas propiedades del comportamiento crítico de un sistema pueden derivarse en el marco del grupo de renormalización.
Para explicar el origen físico de estos fenómenos, usaremos el modelo de Ising como un ejemplo pedagógico.

## El punto crítico del modelo 2D de Ising
Consideremos una matriz cuadrada {\displaystyle 2D} de giros clásicos que solo puede tomar dos posiciones: +1 y −1, a una cierta temperatura  {\displaystyle T}, interactuando a través del Hamiltoniano:
{\displaystyle H=-J\sum _{[i,j]}S_{i}\cdot S_{j}}
donde la suma se extiende sobre los pares de vecinos más cercanos y {\displaystyle J} es una constante de acoplamiento, que consideraremos fija. Hay una cierta temperatura, llamada temperatura de Curie o temperatura crítica, {\displaystyle T_{c}}  debajo de la cual el sistema presenta un orden ferromagnético de largo alcance. Por encima de él, es paramagnético y aparentemente está desordenado. 
A temperatura cero, el sistema solo puede tomar un signo global, ya sea +1 o -1. A temperaturas más altas, pero por debajo de  {\displaystyle T_{c}}, el estado todavía está magnetizado globalmente, pero aparecen grupos del signo opuesto. A medida que aumenta la temperatura, estos grupos comienzan a contener grupos más pequeños en una imagen típica de muñecas rusas. Su tamaño típico, llamado longitud de correlación, ξ crece con la temperatura hasta que se desvía en  {\displaystyle T_{c}}. Esto significa que todo el sistema es un grupo de este tipo, y no hay magnetización global. Por encima de esa temperatura, el sistema está desordenado globalmente, pero con grupos ordenados dentro de él, cuyo tamaño se denomina nuevamente longitud de correlación, pero ahora está disminuyendo con la temperatura. A temperatura infinita, nuevamente es cero, con el sistema completamente desordenado. 

## Divergencias en el punto crítico
La longitud de correlación diverge en el punto crítico: como  {\displaystyle T\to T_{c}}, {\displaystyle \xi \to \infty }. Esta divergencia no plantea ningún problema físico. Otros observables físicos divergen en este punto, lo que lleva a cierta confusión al principio.
Lo más importante es la susceptibilidad. Apliquemos un campo magnético muy pequeño al sistema en el punto crítico. Un campo magnético muy pequeño no puede magnetizar un gran grupo coherente, pero con estos grupos fractales la imagen cambia. Afecta fácilmente a los grupos de tamaño más pequeño, ya que tienen un comportamiento casi paramagnético. Pero este cambio, a su vez, afecta a los grupos de la siguiente escala, y la perturbación sube la escalera hasta que todo el sistema cambia radicalmente. Por lo tanto, los sistemas críticos son muy sensibles a pequeños cambios en el entorno.
Otros observables, como el calor específico, también pueden divergir en este punto. Todas estas divergencias provienen de la longitud de correlación.

## Exponentes críticos y universalidad
A medida que nos acercamos al punto crítico, estos observables divergentes se comportan como {\displaystyle A(T)\propto (T-T_{c})^{\alpha }}para algún exponente {\displaystyle \alpha \,,} donde típicamente, el valor del exponente α es el mismo por encima y por debajo de {\displaystyle T_{c}}. Estos exponentes se llaman exponentes críticos y son observables robustos. Aún más, toman los mismos valores para sistemas físicos muy diferentes. Este fenómeno intrigante, denominado universalidad, se explica, cualitativamente y cuantitativamente, por el grupo de renormalización. 

## Dinámica crítica
Los fenómenos críticos también pueden aparecer para cantidades dinámicas, no solo para las estáticas. De hecho, la divergencia del tiempo característico {\displaystyle \tau }de un sistema está directamente relacionada con la divergencia de la longitud de correlación térmica {\displaystyle \xi } por la introducción de un exponente dinámico z y la relación {\displaystyle \tau =\xi ^{\,z}}. La voluminosa clase de universalidad estática de un sistema se divide en clases de universalidad dinámica diferentes, menos voluminosas, con diferentes valores de z pero un comportamiento crítico estático común, y al aproximarse al punto crítico se puede observar todo tipo de fenómenos de desaceleración.

## Ruptura de la ergodicidad
La ergodicidad es la suposición de que un sistema, a una temperatura dada, explora el espacio de la fase completa, solo que cada estado tiene diferentes probabilidades. En un Ferromagneto de Ising debajo de {\displaystyle T_{c}}esto no sucede. Si {\displaystyle T<T_{c}}, no importa lo cerca que estén, el sistema ha elegido una magnetización global y el espacio de fase se divide en dos regiones. Desde uno de ellos es imposible alcanzar el otro, a menos que se aplique un campo magnético o la temperatura se eleve por encima de {\displaystyle T_{c}}.

## Herramientas matemáticas
Las principales herramientas matemáticas para estudiar los puntos críticos son el grupo de renormalización, que aprovecha la imagen de las muñecas rusas o la autosimilitud para explicar la universalidad y predecir numéricamente los exponentes críticos, y la teoría de perturbación variacional, que convierte las expansiones de perturbación divergentes en un acoplamiento fuerte convergente. Expansiones relevantes a los fenómenos críticos. En sistemas bidimensionales, la teoría del campo conformal es una herramienta poderosa que ha descubierto muchas propiedades nuevas de los sistemas críticos 2D, empleando el hecho de que la invarianza de escala, junto con algunos otros requisitos, conduce a un grupo de simetría infinita.

## Punto crítico en la teoría de grupos de renormalización
El punto crítico está descrito por una teoría del campo conforme. De acuerdo con la teoría de grupos de renormalización, la propiedad definitoria de la criticidad es que la escala de longitud característica de la estructura del sistema físico, también conocida como la longitud de correlación ξ, se vuelve infinita. Esto puede suceder a lo largo de líneas críticas en el espacio de fase. Este efecto es la causa de la opalescencia crítica que se puede observar cuando la mezcla de líquido binario se aproxima a su punto crítico líquido-líquido.
En sistemas en equilibrio, el punto crítico se alcanza solo mediante el ajuste preciso de un parámetro de control. Sin embargo, en algunos sistemas que no están en equilibrio, el punto crítico es un atractor de la dinámica de una manera que es robusta con respecto a los parámetros del sistema, un fenómeno conocido como criticidad autoorganizada.

## Aplicaciones
Las aplicaciones surgen en la física y la química, pero también en campos como la sociología. Por ejemplo, es natural describir un sistema de dos partidos políticos mediante un modelo de Ising. De este modo, en una transición entre una mayoría a otra, pueden aparecer los fenómenos críticos mencionados anteriormente. 